# Guangzhou Challenger 1988
Il Guangzhou Challenger 1988 è stato un torneo di tennis facente parte della categoria ATP Challenger Series nell'ambito dell'ATP Challenger Series 1988. Il torneo si è giocato a Pechino in Cina dal 7 al 13 novembre 1988 su campi in cemento.

## Vincitori

### Singolare
Gap-Taik Ro ha battuto in finale  Peter Carter con il punteggio di 7–5, 6–2

### Doppio
Steve DeVries /  John Sobel hanno battuto in finale  Joseph Russell /  Andrew Sproule con il punteggio di 7–6, 4–6, 6–4